# Sam Lantinga
Sam Oscar Lantinga es el creador de las Simple DirectMedia Layer, una biblioteca de programación multimedia libre muy popular. También es programador de videojuegos - uno de los programadores de Loki Software, que cerró sus puertas hace varios años. También trabajó como programador en Blizzard Entertainment. Lantinga trabaja actualmente en Valve Software.
Lantinga es el creador de la base de datos de compatibilidad para Executor, un emulador de Mac OS propietario.